# Vișani (gmina)
Vișani – gmina w Rumunii, w okręgu Braiła. Obejmuje miejscowości Câineni-Băi, Plăsoiu i Vișani. W 2011 roku liczyła 2495 mieszkańców. 